# Thaumatoneura inopinata
Thaumatoneura inopinata – gatunek ważki z rodziny Thaumatoneuridae; jedyny przedstawiciel rodzaju Thaumatoneura. Występuje na terenie Ameryki Centralnej – w Kostaryce i Panamie.